# Кусачки для сахара
Кусачки для сахара (также щипцы для колки сахара) — приспособление для разламывания больших осколков сахарной головы на мелкие куски, пригодные для индивидуального потребления или помещения в сахарницу.
Вначале от сахарной головы откалывались большие куски с помощью сахарного молотка или ножа и обычного молотка, после чего кусачки употреблялись для дальнейшего измельчения. Чтобы избежать физически тяжёлого первого шага, уже с 1800-х годов в магазинах стал продаваться колотый сахар: сахарная голова, расколотая на куски нерегулярной формы и размера.
Прочные кусачки («щипцы „колоть“») отличаются от щипчиков для сахара, предназначенных для того, чтобы брать сахар из сахарницы. Существуют также комбинированные щипцы «брать-колоть».
Кусачки были необходимым инструментом кухонной утвари с XVIII века до последней четверти XIX века. После того, как Г. Тейт в 1870-х годах начал производство пилёного сахара, необходимость в кусачках быстро сошла на нет.